# BR-465
De BR-465 is een federale weg in de deelstaat Rio de Janeiro in het zuidoosten van Brazilië. De weg is een verbindingsweg tussen de BR-116 en de BR-101.
De weg heeft een lengte van ongeveer 31,9 kilometer.

Routekaart van de BR-465

## Aansluitende wegen
- BR-116
- RJ-099
- RJ-105
- BR-101

## Plaatsen
Langs de route liggen de volgende plaatsen:
- Seropédica
- Campo Grande (Rio de Janeiro) (wijk)